# Мателика
Мателика (итал. Matelica) — коммуна в Италии, располагается в области Марке, в провинции Мачерата.
Население составляет 10 316 человек (2008 г.), плотность населения составляет 126 чел./км². Коммуна занимает площадь 80,93 км². 
Почтовый индекс — 62024. Телефонный код — 0737.
Покровителем коммуны почитается святой Адриан, празднование 16 сентября.

## Демография
Динамика населения:

## Администрация коммуны
Главой коммуны является мэр Денис Чинголани, с 10 июня 2024 года.